# Pselliophora insignis
Pselliophora insignis är en tvåvingeart som beskrevs av de Meijere 1904. Pselliophora insignis ingår i släktet Pselliophora och familjen storharkrankar. Inga underarter finns listade i Catalogue of Life.